# La Norville
La Norville és un municipi francès, situat al departament de l'Essonne i a la regió de Illa de França. L'any 2007 tenia 4.009 habitants.
Forma part del cantó d'Arpajon i del districte de Palaiseau. I des del 2016 de la Comunitat d'aglomeració Cœur d'Essonne.

## Demografia

### Població
El 2007 la població de fet de La Norville era de 4.009 persones. Hi havia 1.470 famílies, de les quals 281 eren unipersonals (124 homes vivint sols i 157 dones vivint soles), 462 parelles sense fills, 629 parelles amb fills i 98 famílies monoparentals amb fills.
La població ha evolucionat segons el següent gràfic:
Habitants censats

### Habitatges
El 2007 hi havia 1.570 habitatges, 1.497 eren l'habitatge principal de la família, 24 eren segones residències i 49 estaven desocupats. 1.361 eren cases i 201 eren apartaments. Dels 1.497 habitatges principals, 1.196 estaven ocupats pels seus propietaris, 262 estaven llogats i ocupats pels llogaters i 39 estaven cedits a títol gratuït; 32 tenien una cambra, 120 en tenien dues, 174 en tenien tres, 374 en tenien quatre i 797 en tenien cinc o més. 1.217 habitatges disposaven pel capbaix d'una plaça de pàrquing. A 649 habitatges hi havia un automòbil i a 742 n'hi havia dos o més.

### Piràmide de població
La piràmide de població per edats i sexe el 2009 era:
| Homes | Edats   | Dones |
| ----- | ------- | ----- |
| 0     | 95 o +  | 4     |
| 12    | 90 a 94 | 8     |
| 4     | 85 a 89 | 24    |
| 32    | 80 a 84 | 40    |
| 32    | 75 a 79 | 56    |
| 36    | 70 a 74 | 48    |
| 84    | 65 a 69 | 88    |
| 84    | 60 a 64 | 80    |
| 116   | 55 a 59 | 84    |
| 136   | 50 a 54 | 120   |
| 188   | 45 a 49 | 212   |
| 168   | 40 a 44 | 184   |
| 160   | 35 a 39 | 180   |
| 116   | 30 a 34 | 108   |
| 96    | 25 a 29 | 64    |
| 132   | 20 a 24 | 112   |
| 172   | 15 a 19 | 184   |
| 132   | 10 a 14 | 228   |
| 156   | 5 a 9   | 116   |
| 104   | 0 a 4   | 60    |

## Economia
El 2007 la població en edat de treballar era de 2.802 persones, 2.104 eren actives i 698 eren inactives. De les 2.104 persones actives 1.977 estaven ocupades (1.009 homes i 968 dones) i 127 estaven aturades (68 homes i 59 dones). De les 698 persones inactives 227 estaven jubilades, 335 estaven estudiant i 136 estaven classificades com a «altres inactius».

### Ingressos
El 2009 a La Norville hi havia 1.516 unitats fiscals que integraven 4.095 persones, la mediana anual d'ingressos fiscals per persona era de 26.176 €.

### Activitats econòmiques
Dels 120 establiments que hi havia el 2007, 1 era d'una empresa extractiva, 2 d'empreses alimentàries, 1 d'una empresa de fabricació de material elèctric, 3 d'empreses de fabricació d'altres productes industrials, 23 d'empreses de construcció, 24 d'empreses de comerç i reparació d'automòbils, 10 d'empreses de transport, 4 d'empreses d'hostatgeria i restauració, 5 d'empreses d'informació i comunicació, 5 d'empreses financeres, 4 d'empreses immobiliàries, 17 d'empreses de serveis, 9 d'entitats de l'administració pública i 12 d'empreses classificades com a «altres activitats de serveis».
Dels 32 establiments de servei als particulars que hi havia el 2009, 7 eren tallers de reparació d'automòbils i de material agrícola, 4 paletes, 4 guixaires pintors, 3 fusteries, 5 lampisteries, 1 electricista, 2 empreses de construcció, 2 perruqueries, 2 restaurants i 2 agències immobiliàries.
Dels 4 establiments comercials que hi havia el 2009, 1 era una botiga de més de 120 m², 2 fleques i 1 una botiga de congelats.

## Equipaments sanitaris i escolars
L'únic equipament sanitari que hi havia el 2009 era una farmàcia.
El 2009 hi havia 1 escola maternal i 1 escola elemental. La Norville disposava de 2 col·legis d'educació secundària amb 1.217 alumnes.

## Poblacions més properes
El següent diagrama mostra les poblacions més properes.